# Universitat de Montenegro
La Universitat de Montenegro és una universitat pública nacional de Montenegro. La seva administració central i la majoria de facultats constitutives es troben a la capital del país, Podgorica, amb facultats dislocades a Nikšić, Cetinje i Kotor. La institució es va fundar l'any 1974 i actualment està organitzada en 19 facultats.

## Història
La Universitat de Montenegro es va fundar el 29 d'abril de 1974 a Titograd, a la llavors República Socialista de Montenegro (ara Podgorica). En aquell any, les organitzacions següents van signar un Acord d'associació a la Universitat de Titograd:
- tres facultats: la Facultat d'Economia, la Facultat d'Enginyeria i la Facultat de Dret de la capital Titograd,
- dues universitats: Teaching College de Nikšić i Maritime Studies College de Kotor,
- tres instituts científics independents: d'Història, d'Agricultura i d'Investigació Biològica i Mèdica, tots de Titograd.

Un any després de la seva fundació, la institució va canviar el seu nom a Universitat Veljko Vlahović en honor a l'activista comunista i participant de la Segona Guerra Mundial de Montenegro que va morir aquell any. La dècada de 1970 va ser una dècada d'augment exponencial del nombre d'institucions d'educació superior a l'antiga Iugoslàvia quan, juntament amb les universitats de Titograd a Osijek, Rijeka, Split, Banja Luka, Mostar, Maribor, Bítola, Kragujevac i Tuzla van obrir les portes. El 1992, la universitat va rebre el seu nom actual: Universitat de Montenegro.

## Organització
La seu de la universitat és a Podgorica, la capital de Montenegro, amb una població d'uns 190.000 habitants. La majoria de facultats de la Universitat de Montenegro es troben a Podgorica, mentre que algunes facultats s'han obert a Nikšić, Cetinje i Kotor.
La universitat inclou facultats, instituts i col·legis, així com centres logístics. La Junta Directiva governa la universitat i el rector la gestiona. L'òrgan acadèmic suprem és el Claustre Universitari. Els degans són caps de facultats i els directors són caps d'instituts. A les facultats, els màxims òrgans acadèmics són els consells de qüestions docent-científiques.
El cos d'estudiants més alt és el Parlament d'Estudiants. Els representants dels estudiants són elegits en tots els òrgans de la universitat i de les facultats.